# Kanzala
Kanzala est une commune de la ville de Tshikapa en République démocratique du Congo.

## Ethnies et langues
La population est composée de quatre ethnies, ayant des mœurs et des dialectes variés. Elle est constituée des Bindis, Tshokwes, Lubas et des Pendes. Différents dialectes sont parlés, mais le Tshiluba est la langue nationale la plus parlée et entendue par tous.

## Santé
En août 2023, la zone de Kanzala rapporte 2 187 cas de rougeole depuis le début de l'année. 
Kanzala est également touché par la malnutrition.

## Politique
Le 24 janvier 2023, Esther Badibiabia Tueleka, une journaliste, devient la bourgmestre de Kanzala.

## Infrastructures
Kanzala dispose d'une maternité rénovée en 2021. La commune dispose également d'un commissariat et d'une maison communale construits et équipés par le Fonds pour la consolidation de la paix.
En 2023, un projet est lancé pour la construction de 4 km de route dans les quartiers Kanangayi et Tshisaka dans la commune de Kanzala. Ce projet est financé par le Programme des Nations-Unies pour le Développement (PNUD). 

## Sécurité
En 2018, un militaire tue quatre personnes dans la commune de Kanzala.
En 2022, 200 policiers dont 6 femmes sont formés pour être déployés dans la commune de Kanzala.